# Метрополитен Бильбао
Метрополитен Бильбао (баск. Bilboko metroa, исп. metro de Bilbao) — система линий метрополитена в городе Бильбао (Испания) и его пригородах. Его схема имеет форму буквы Y (две расходящиеся линии — L1 и L2 — с общим участком), а линия L3 по форме напоминает букву V. Открыт в 1995 году, известен модернистской архитектурой станций и наземных вестибюлей (архитектор — Норман Фостер).

## Линии и станции
Метрополитен Бильбао состоит из одной линии, разветвляющейся на две (их обозначают чёрным и оранжевым цветом) на станции «Сан-Инасио». Линии и станции условно делятся на 3 зоны — A, B и C, в соответствии с загруженностью пассажиропотоком.
В рабочие дни большую часть дня периодичность движения поездов составляет:
- для зоны А — каждые 2 минуты
- для зоны B — каждые 5 минут
- для зоны C — каждые 10 минут

В выходные и праздничные дни, а также в часы низкого пассажиропотока периодичность движения поездов снижается до:
- 5 минут — для зоны А
- 10 минут — для зоны B
- 20 минут — для зоны C

21 февраля 2007 года правительство Страны Басков обнародовало проект строительства третьей линии, которая в будущем должна дойти до аэропорта Бильбао. Работы по сооружению линии начались в июле 2008 года, а открытие состоялось в 2017 году.
В октябре 2022 года дано разрешение на сооружение линии 5, 5 станций, 6,3 км. 

### Линии
| Цвет | Номер линии | Дата открытия       | Количество станций | Длина     | Конечные станции       |
| ---- | ----------- | ------------------- | ------------------ | --------- | ---------------------- |
|      | Линия 1     | 11 ноября 1995 года | 29                 | 33,3 км   | «Эчебарри» — «Пленциа» |
|      | Линия 2     | 13 апреля 2002 года | 25                 | 22, 98 км | «Басаури» — «Кабьесес» |
|      | Линия 3     | 8 апреля 2017 года  | 7                  | 5,885 км  | «Матико» — «Кукульяга» |

## Пассажиропоток и оплата проезда
В 2006 году пассажиропоток составил 80 млн чел. (третий в Испании после Мадрида и Барселоны).

## Технические особенности
Среднее расстояние между станциями — 1,09 км. Колея шириной 1 метр.

## Архитектура и дизайн
Конструкция метрополитена Бильбао разработана Норманом Фостером. Материалы — сталь, стекло и бетон. Идея состояла в том, чтобы создать городской дизайн, просторный и комфортный. Дизайн возглавляла Akaba, компания, которая выиграла тендер на основе премии национального промышленного дизайна в Министерстве науки и техники в Испании в ноябре в 2000 года.